# Crema carsolina

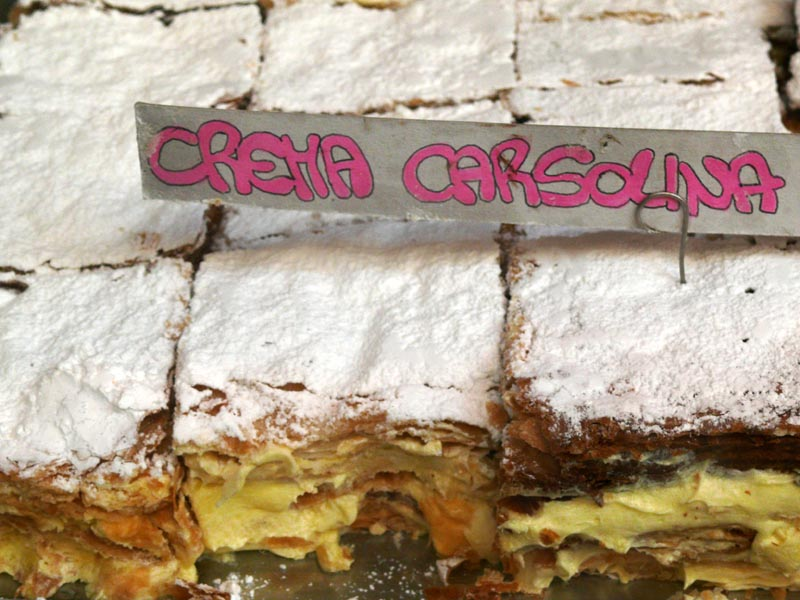
Crema carsolina

La crema carsolina è una preparazione di pasticceria o di cucina e fa parte dei dolci tipici della provincia di Trieste.

## Descrizione
È una millefoglie composta da latte fresco, tuorlo di uova, zucchero, farina di frumento, limone, vaniglia, zucchero velo, grassi vegetali, zabaione (vino bianco, uova, tuorlo d'uovo, zucchero).